# Fatima al-Fudayliyya
Fatima bint Hamad al-Fudayliyya, nota anche con lo pseudonimo di Shaykha (Sapiente) (in arabo ﻓﺎﻃﻤـة ﺑﻨﺖ ﺣﺎﻣﺪ ﺍﻟﻔﻀﻴﻠﻴـة‎?; ... – La Mecca, 1831), è stata una rinomata tradizionista di scuola hanafita nell'Arabia sotto dominazione ottomana.
Fāṭima bint Ḥāmad al-Fuḍayliyya, nota anche come al-Shaykha al-Fuḍayliyya è stata una apprezzata studiosa musulmana di ḥadīth e una giurista. È considerata una delle ultime grandi muhadditha.

## Biografia

### Gioventù
Fāṭima bt. Ḥāmad al-Fuḍayliyya nacque verso la fine del XII secolo islamico, e subito eccelse nell'arte della calligrafia e delle scienze islamiche. Era particolarmente interessata tuttavia alla conoscenza dei ḥadīth, tanto da approfondire sempre più le sue conoscenze circa quel vastissimo argomento e da ricevere numerosi diplomi che attestavano le sue crescenti competenze in materia, che le consentirono di guardagnarsi una vasta fama di importante muhadditha.

### Età matura
Fu anche una riconosciuta esperta di usul, di fiqh e di tafsir. A Mecca le sue lezioni erano frequentate da un gran numero di studenti di tradizioni islamiche, che ottenevano da lei, al termine dei corsi, appositi attestati e certificati.

Tra essi si ricordano in particolare ʿUmar al-Ḥanafī e Muḥammad Ṣāliḥ. Quanti studiavano sotto la sua guida ne esaltavano la pietà, il senso di giustizia e la sua pratica ascetica (zuhd). Era anche grandemente apprezzata per le sue qualità di calligrafa.

### Età avanzata
Verso la fine della sua vita si trasferì alla Mecca, dove creò una ricca Biblioteca pubblica e dove morì nel 1831/1247 E..